# Giorgino
Giorgino es una película francesa de Laurent Boutonnat estrenada en 1994. Fue el debut cinematográfico de la cantante Mylène Farmer, muy famosa en Francia. A pesar de su relativo fracaso comercial en el momento de su estreno, la obra es considerada de culto entre sus fanes y fue editada para el mercado del DVD en el 2007.

## Sinopsis
Octubre de 1918, después de la Primera Guerra Mundial: Giorgio Volli, un joven médico que ha regresado a la vida civil, está buscando a un grupo de niños de los cuales se ocupaba antes de la guerra.
Pronto la búsqueda va a tomar la forma de un juego de escondite con la muerte: Giorgino se encuentra en un viejo orfanato de paredes siniestras y una manada de lobos. Aquí encontrará a la misteriosa Catherine.

## Ficha técnica
- Producción y Dirección: Laurent Boutonnat
- Escenario: Laurent Boutonnat y Gilles Laurent
- Decorador: Pierre Guffroy
- Operador: Jean-Pierre Sauvaire
- Vestuario: Carine Sarfati
- Montaje: Agnès Mouchel
- Director de posproducción: Paul Van Parys
- Maquillaje: Didier Lavergne
- Música: Laurent Boutonnat

## Reparto
- Jeff Dahlgren: Giorgio Volli, "Giorgino"
- Mylène Farmer: Catherine Degrâce
- Jean-Pierre Aumont: Doctor Sébastien Degrâce
- Joss Ackland: Padre Glaise
- Louise Fletcher: Hospedera
- Frances Barber: Marie
- Albert Dupontel: Enfermero
- Christophe Thompson: Joven capitán